# John Konrads
John Konrads (letton : Jānis Konrāds), né le 21 mai 1942 à Riga (Lettonie) et mort le 25 avril 2021 à Sydney, est un nageur australien.

## Palmarès

### Jeux olympiques
- Jeux olympiques de 1960 à Rome (Italie) :
  -  Médaille d'or sur 1 500 m nage libre.
  -  Médaille de bronze sur 400 m nage libre.
  -  Médaille de bronze en relais 4 × 200 m nage libre.

### Jeux du Commonwealth
- Jeux de l'Empire britannique et du Commonwealth de 1958 à Cardiff (pays de Galles) :
  -  Médaille d'or sur 1 650 yards nage libre.
  -  Médaille d'or sur 440 yards nage libre.
  -  Médaille d'or sur 4 × 220 yards nage libre.